# San Marino en los Juegos Olímpicos de Calgary 1988
San Marino estuvo representado en los Juegos Olímpicos de Calgary 1988 por cinco deportistas masculinos que compitieron en dos deportes.
El portador de la bandera en la ceremonia de apertura fue el esquiador alpino Nicola Ercolani. El equipo olímpico sanmarinense no obtuvo ninguna medalla en estos Juegos.